# Lene Linnemann
Lene Linnemann (født 18. november 1958 i Nørresundby) har været 2. næstformand i Region Nordjylland for Socialistisk Folkeparti siden 2018, og er medlem af forretningsudvalget og psykiatriudvalget, og hun er folketingskandidat i Nordjyllands Storkreds.
Lene Linnemann uddannet som socialpædagog fra Aalborg Socialpædagogiske Seminarium og sygehjælper fra Aalborg sygehus. Hun arbejder som socialpædagog i Aalborg Kommune.
Privat er Lene Linnemann bosat i Gandrup, hun er gift og har tre børn.